# Светислав Хођера
Светислав Хођера (Ниш, 12. новембар 1888 – Београд, 20. јануар 1961) био је српски и југословенски правник, банкар, дипломата и политичар, министар без портфеља Министарског савета Краљевине Југославије и председник Југословенске народне странке.

## Биографија
Рођен је 12. новембра 1888. године у Нишу, као син Венцеслава Хођера. Постоје претпоставке да је чешког порекла. У родном граду је завршио основну школу и Другу нишку гимназију. Дипломирао је на Вишој комерцијалној школи у Паризу, да би се вратио у Србију и запослио у Народној банци у Београду. Ту је радио до Првог балканског рата 1912. године у којем је као ђак-наредник Коњичког пука Тимочке дивизије учествовао у борбама на Црном врху и опсади Једрена. У Другом балканском рату 1913. године се борио код Пирота и Књажевца.
Након рата је завршио Правни факултет Универзитета у Београду и постао писар при конзулату у Прагу. Овде га је затекао Први светски рат, па је преко Берлина, Варшаве и Букурешта депортован за Краљевину Србију. Распоређен је за чиновника у Министарству иностраних дела у Нишу, али је тражио да буде премештен у војну службу. Придодат је Четвртом коњичком пуку у Београду. Учествовао је у Церској и Колубарској бици 1914. године, а предводио је коњичку патролу која је прва ушла у окупирани Београд, децембра 1914. године.
После Албанске голготе је завршио авијатичарски курс у Мирки код Солуна. Његови задаци су укључивали извиђање, коректуру артиљеријске ватре и учешће у борбама у ваздуху. Ове задатке је извршавао током освајања Кајмакчалана и ослобођења Битоља. Једном приликом је нападнут од два непријатељска авиона и рањен у ногу. Спустио је авион и захтевао да прво пренесе извештај претпостављенима, али како се видело да неће издржати, он је издиктирао извештај другом пилоту који га је пренео авионом, а он је пребачен у болницу. Овај пример је касније ушао у уџбенике подофицирске школе, а похваљен је од војводе Живојина Мишића и француског генерала Мориса Сараја.
Из рата је изашао са чином резервног ваздухопловног потпуковника. Био је ангажован у развоју војног и цивилног ваздухопловства. Један је од оснивача Аеро-клуба, чији је био почасни председник. 
За време Шестојануарске диктатуре је био шеф кабинета председника владе генерала Петра Живковића. У мају 1933. године је основао Југословенску народну странку и постао њен председник. Странка је ушла у другу владу Милана Стојадиновића 1938. године, а Хођера је постао министар без портфеља од 10. октобра до 21. децембра 1938. године.
Мобилисан је уочи Априлског рата 1941. године и постављен за команданта ваздухопловне групе Треће армије у Срему. Његова борбена група је уништена код Бијељине, а он заробљен и одведен у заробљенички логор. После рата се вратио у Београд.
Умро је 20. јануара 1961. године у Београду.

## Одликовања
- Сребрном медаљом за храброст (1913)
- Споменица на рат 1912. године
- Споменица на рат 1913. године
- Орден Карађорђеве звезде са мачевима IV реда
- Ратни крст (Француска)
- Медаља за храброст
- Орден Белог орла са мачевима и IV реда
- Орден Белог орла са мачевима V реда
- Албанска споменица